# فلاتكو كوستوف
فلاتكو كوستوف هو لاعب كرة قدم ومدرب كرة قدم شمال مقدوني في مركز الوسط، ولد في 1 سبتمبر 1965 في شتيب في مقدونيا الشمالية. لعب مع نادي بيليستر ونادي فاردار ونادي لوكوموتيف صوفيا.